# Смерть семи королів
«Смерть семи королів» (англ. Seven Kings Must Die) — історичний фільм, спін-офф серіалу «Останнє королівство». Утреда Беббанбурзького у фільмі зіграв, як і в серіалі, Александр Дреймон. Прем'єра відбулася 14 квітня 2023 року.

## Сюжет
Дія фільму відбувається у ранньосередньовічній Англії. Його герой, як і в серіалі «Останнє королівство», — знатний сакс Утред Беббанбурзький, вихований норвезьким ярлом. У романах Бернарда Корнуелла, які лягли в основу сценарію «Останнього королівства», згадується нездійснене пророцтво про загибель семи королів через злу чаклунку.

## У ролях
| Актор             | Роль      | Актор дубляжу              |
| ----------------- | --------- | -------------------------- |
| Александр Дреймон | Утред     | Роман Чорний               |
| Гаррі Ґілбі       | Етельстан | Вячеслав Хостікоєв         |
| Лорі Девідсон     | Інґлмундр | Євген Лісничий             |
| Марк Ровлі        | Фінан     | Роман Молодій              |
| Арнас Федаравічус | Сітріх    | Максим Самчик              |
| Елейн Кессіді     | Едґіфу    | Наталія Романько-Кисельова |
| Пекка Стренґ      | Анлаф     | Андрій Самінін             |
| Джеймс Норскот    | Ельдгельм | Петро Сова                 |
| Каван Клеркін     | Пірліґ    | Андрій Альохін             |
| Ілона Шевакова    | Інґріт    | Катерина Здор              |

Фільм дубльовано студією «Postmodern» на замовлення компанії «Netflix» у 2021 році.
- Режисер дубляжу — Руслан Драпалюк
- Перекладач — Надія Криловецька
- Спеціаліст зі зведення звуку — Богдан Клименко
- Менеджер проєкту — Людмила Король
- Ролі також дублювали: Михайло Войчук, Олег Стальчук, Анна Павленко, Руслан Драпалюк, Олександр Шевчук, Дмитро Сова, В'ячеслав Скорик, Сергій Солопай, Вікторія Білан-Ращук, Людмила Суслова, Павло Голов, Едуард Кіхтенко, Владислав Михальчук, В'ячеслав Дудко.

## Виробництво
Фільм було анонсовано 25 жовтня 2021 року. Фільмування розпочалися навесні 2022 року у Будапешті, незадовго до виходу фінального сезону «Останнього королівства». Головну роль, Утреда Беббанбурзького зіграє, як і в серіалі, Олександр Дреймон. При цьому в картині з'являться нові актори.
Прем'єра запланована на 14 квітня 2023.